# Diputación Provincial de las Islas Filipinas
La Diputación Provincial de las Islas Filipinas fue institución pública histórica que de acuerdo con la Constitución Española de 1812 encomendó el gobierno de esta provincia.
Las diputaciones provinciales fuero órganos de nueva creación.
Su constitución  fue a cargo de las Juntas Superiores Provinciales dependientes de la Junta Suprema Central creada como gobierno temporal de España en plena guerra del Francés. La Diputación Provincial estaba presidida por el Jefe Político. 
El 19 de junio de 1813, en Real Palacio de Manila, siendo gobernador Manuel Gonzalez de Aguilar la Junta Preparatoria acuerda imprimir un prontuario dirigido a  los individuos que se van a elegir para formar la Diputación Provincial de las Islas Filipinas. Acordaron remitir seis ejemplares al Consejo de Regencia, para su noticie e inteligencia de las Cortes.
Desconocían que el  4 de mayo, Fernando VII había derogado la Constitución y detenido  el 10 de mayo detuvo a los miembros de la Regencia, el 11 clausuró las Cortes y el 13 de mayo entró en Madrid.
En 1814 Fernando VII reinstauraría el absolutismo, por lo que las diputaciones provinciales quedaron abolidas hasta el pronunciamiento liberal del Rafael de Riego de 1820, que daría lugar a su resurgimiento.

## De la Diputación Provincial y sus Constituyentes
Los individuos que se van a alegir para formar la Diputación Provincial, deben igualmente estar adornados de las mismas cualidades, y circunstancias que los Diputados de Cortes. Se compondrá esta Diputación del Presidente, del Intendente cuando lo haya, y de siete individuos elegidos por los Electores de Partido, del siguiente modo: dos de ellos por la provincia de Manila; otros dos la provincia de Nueva Segovia; uno la Nueva Cáceres; y dos la de Zebú.

## De la División que se ha hecho del  Reyno de Filipinas  en provincias y Subdivisión de éstas en partidos para facilitar las elecciones de  de Diputados
Las cuatro provincias corresponden al Arzobispado de Manila y a las Diócesis de Nueva Segovia, Nuevo Cáceres y Cebú.
La provincia de Manila, cuya capital es la ciudad del mismo nombre se ha subdividido en once partidos que son:
- La Plaza de Manila.
- El Gobierno de Cavite.
- Los cuatro Corregimientos de Tondo, Zambales, Nueva Écija y Mindoro.
- Las cinco Alcaldías Mayores de Laguna de Bay, Batangas, Bulacán, Pampanga y Bataán.

La provincia de Nueva Segovia, cuya capital es la ciudad de Bigan, residencia del Ilustrísimo Obispo y  Alcalde Mayor de Ylocos, se ha subdividido en cuatro partidos que son:
- Las cuatro Alcaldías Mayores de Ylocos, de Pangansian, de Cagayán y de Batanes.

La provincia de Nueva Cázeres, cuya capital es la ciudad de Naga, residencia del Ilustrísimo Obispo y  Alcalde Mayor de Camarines, se ha subdividido en cuatro partidos que son:
- Las cuatro Alcaldías Mayores de Camarines, de Albay, de Tayabas y de Samar.

La provincia de Zebú, cuya capital es la ciudad del mismo nombre, residencia del Ilustrísimo Obispo y  Alcalde Mayor de Zebú, se ha subdividido en once partidos que son:
- La jurisdicción de las siete Alcaldías Mayores de Zebú, de Calamianes, de Yloylo, de Antique, de Cápiz, de Leyte y de Carag.
- Los dos Gobiernos de Zamboanga y de Marianas.
- Los dos Corregimientos de Misamis e Isla de Negros.